# Festa nazionale
Una festa nazionale è sancita da una Nazione per commemorare una ricorrenza significativa per lo Stato. Le più importanti si celebrano solitamente nell'anniversario dell'indipendenza del Paese, nella data della firma della Costituzione o di qualche altro evento significativo nella storia della Nazione. Ogni Paese ha la sua prassi al riguardo, che dipende da molti fattori, ad esempio quelli storici e culturali. In alcuni casi la festa nazionale può coincidere con il giorno dedicato al santo patrono dello Stato. Nella maggioranza dei Paesi occidentali, se il giorno della festa cade di domenica, la festa passa al giorno precedente o successivo. Le feste nazionali che ricordano eventi negativi sono più propriamente chiamate ricorrenze o rimembranze, poiché non vanno a festeggiare un dato evento, ma hanno lo scopo di ricordarlo.

## Lista delle feste nazionali degli Stati indipendenti per mese

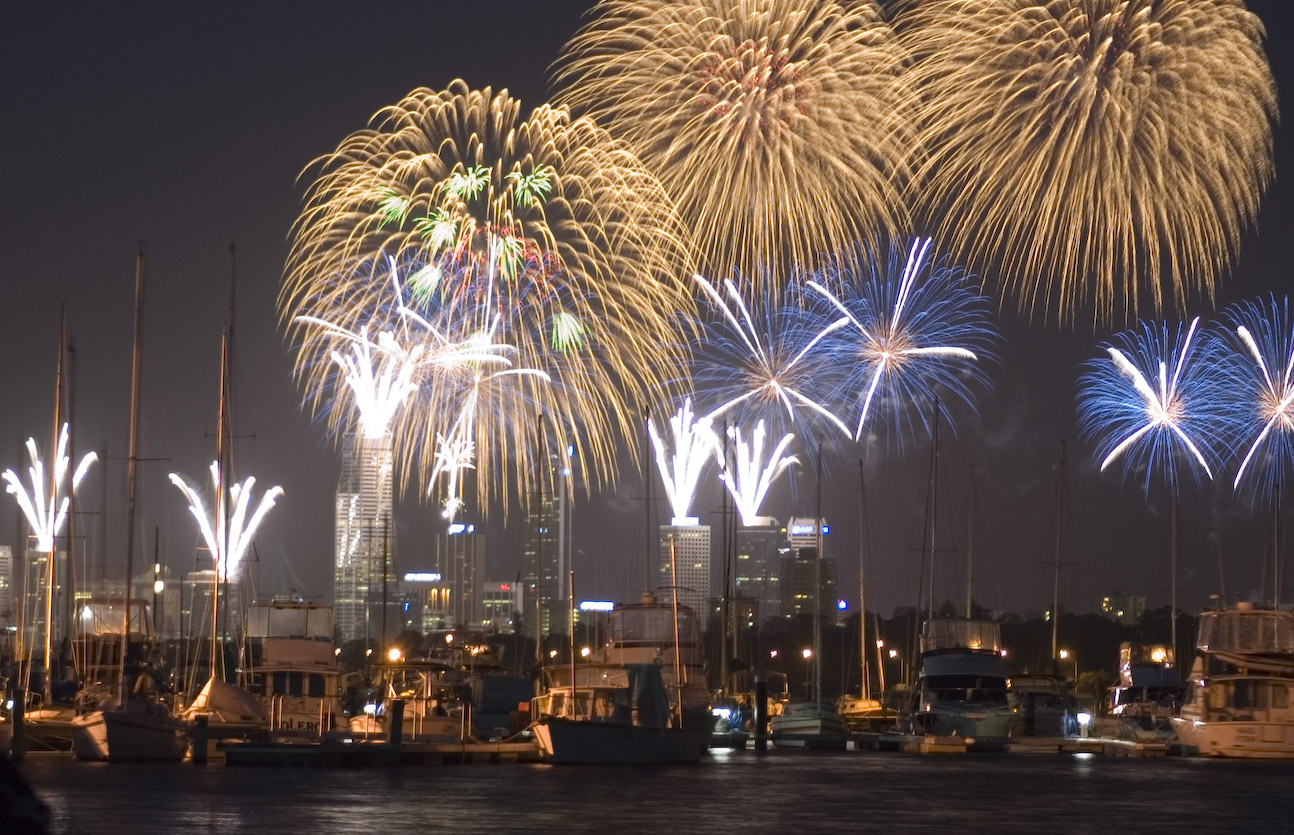
Celebrazioni dell'Australia Day a Perth, che hanno attratto 500.000 persone nel 2006.

### Gennaio
- 1º gennaio: in molti Stati: (giorno dell'istituzione da parte del papa Innocenzo XII del Capodanno, da allora in poi in coincidenza con il 1º gennaio, 1691; la data del 1º gennaio si afferma in tutto il mondo occidentale[1])
- 1º gennaio: Slovacchia: (festa nazionale: giorno della fondazione della Repubblica Slovacca: Deň vzniku Slovenskej republiky, 1993)
- 1º gennaio: Haiti (festa nazionale: Jour de l'an: giorno dell'indipendenza della Repubblica di Haiti, dalla Francia, 1804)
- 1º gennaio: Sudan (giorno dell'indipendenza dal Regno Unito e Egitto, 1956)
- 1º gennaio: Cuba (festa nazionale: Triunfo de la Revolución: il rivoluzionario cubano Fidel Castro prende il potere, 1959)
- 4 gennaio: Birmania (dichiarazione di indipendenza dal Regno Unito, con il nome di Unione della Birmania, 1948)
- 6 gennaio: Italia e altri Stati (celebrazioni della festività della Befana (in Italia) e dell'Epifania (Italia e altri Stati)
- 6 gennaio e 7 gennaio: vari Stati dell'Europa orientale: festività legate in particolare al Natale ortodosso
- 7 gennaio: Italia (festa del Tricolore: celebra la nascita della bandiera nazionale, Reggio Emilia, 1797)
- 26 gennaio: Australia (Australia Day: commemora lo sbarco della First Fleet britannica nella baia di Sydney, 1788)
- 26 gennaio: India (festa nazionale: गणतंत्र दिवस: Republic Day: festa per la istituzione della Repubblica e entrata in vigore della Costituzione dell'India, 1950)
- 27 gennaio: molti Stati: è il giorno della Memoria per le vittime dell'Olocausto: la data ricorda la liberazione del campo di concentramento di Auschwitz (1945)
- 31 gennaio: Nauru (giorno dell'indipendenza da Australia, Nuova Zelanda e Regno Unito, 1968)
- Oltre al Capodanno tradizionale del 1º gennaio, intorno a questo periodo o al mese successivo si celebra, specie nei Paesi dell'estremo oriente, il capodanno lunare (Cina, Vietnam, ecc), che si basa appunto sul calendario lunare e la data è variabile: si conclude con la festa delle lanterne.

### Febbraio
- 4 febbraio: Sri Lanka (festa nazionale: ජාතික දිනය: giorno dell'indipendenza dello Sri Lanka, dal Regno Unito, 1948)
- 6 febbraio: Nuova Zelanda (festa nazionale: Waitangi Day: nascita della colonia britannica della Nuova Zelanda, 1840)
- 7 febbraio: Grenada (giorno dell'indipendenza dal Regno Unito, 1974)
- 11 febbraio: Città del Vaticano (festa nazionale: anniversario dell’istituzione dello Stato della Città del Vaticano con i Patti Lateranensi), (non ancora ufficiale), 1929)
- 11 febbraio: Giappone (Kenkoku kinen no hi: giorno della fondazione del Giappone, 660 a.C.)
- 11 febbraio: Iran (Giorno della vittoria della rivoluzione iraniana, 1979)
- 14 febbraio: molti Stati (giorno della istituzione da parte del papa Gelasio I della festa di san Valentino, patrono degli innamorati, 496 d.C.)
- 15 febbraio: Serbia (festa nazionale della Serbia: Дан државности Србија: inizio della prima rivolta serba contro la dominazione ottomana, 1804)
- 16 febbraio: Lituania (festa nazionale: Lietuvos valstybės atkūrimo diena: giorno della restaurazione dello Stato lituano, in seguito all'atto d'indipendenza della Lituania, da Russia e Germania, 1918)
- 17 febbraio: Kosovo (festa nazionale: Dita e Pavarësisë së Kosovës: giorno dell'indipendenza del Kosovo dalla Serbia, 2008)
- 17 febbraio: Libia (February 17th Revolution: giornata della collera, contro le forze lealiste del militare libico Gheddafi, 2011)
- 18 febbraio: Gambia (giorno dell'indipendenza dal Regno Unito, 1965)
- 22 febbraio: Saint Lucia (giorno dell'indipendenza dal Regno Unito, 1979)
- 23 febbraio: Brunei (festa nazionale: Hari Kebangsaan: data di indipendenza dalla protezione britannica, 1984)
- 23 febbraio: Guyana (giorno della istituzione della repubblica, nell'ambito del Commonwealth, 1970)
- 24 febbraio: Estonia (festa nazionale: Eesti Vabariigi aastapäev: anniversario della Repubblica Estone, in seguito alla dichiarazione d'indipendenza dell'Estonia, dalla Russia 1918)
- 25 febbraio: Kuwait (festa nazionale: Yawm al watani: celebrazione dell'indipendenza dal Regno Unito, nel 1961; inizio di Regno dell'attuale emiro del Kuwait Sabah IV al-Ahmad al-Jabir Al Sabah, nel 2006)
- 27 febbraio: Repubblica Dominicana (festa nazionale: Independencia Nacional: giorno dell'indipendenza da Haiti, 1844)

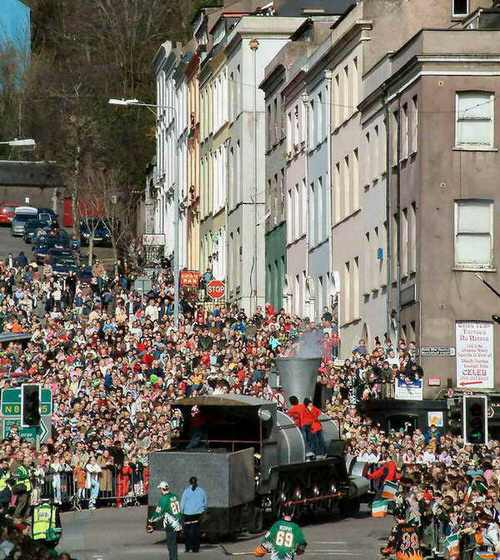
Festa di san Patrizio nel 2004 a Cork

### Marzo
- 1º marzo: Bosnia ed Erzegovina (Dan nezavisnosti Bosne i Hercegovine: giorno del Referendum sull'indipendenza dalla Jugoslavia, 1992)
- 3 marzo: Bulgaria (festa nazionale: Ден на Освобождението на България от османско иго: giorno della liberazione della Bulgaria dal dominio ottomano, 1878)
- 6 marzo: Ghana (festa nazionale: Independence Day: giorno dell'indipendenza del Ghana, dal Regno Unito, 1957)
- 8 marzo: molti Stati (giornata internazionale della donna, Woman's Day: celebra le conquiste sociali, politiche e economiche ottenute dalla donna, 1909)
- 12 marzo: Mauritius (Festa nazionale: Independence Day: giorno dell'indipendenza dal Regno Unito, 1968)
- 15 marzo: Ungheria (festa nazionale ungherese: Nemzeti ünnep: Rivoluzione ungherese del 1848: celebra l'inizio della rivoluzione magiara contro l'Impero asburgico)
- 17 marzo: Irlanda (festa nazionale: Lá Fhéile Pádraig: St Patrick's Day: festa di san Patrizio: data della morte, 461 d.C.)
- 17 marzo: Italia (anniversario dell'Unità d'Italia, 1861)
- 19 marzo: Italia e altri Stati (si celebra la festa del papà, in concomitanza con la festività di san Giuseppe, padre putativo di Gesù Cristo)
- 20 marzo: Tunisia (festa nazionale: عيد الإستقلال: giorno dell'indipendenza, dalla Francia, 1956)
- 21 marzo: molti Stati euro-asiatici: si celebra il Nawrūz (o Nowruz), il Capodanno persiano (in alcune zone il 20 o il 22)
- 21 marzo: Namibia (giorno dell'indipendenza dal Sudafrica, 1990)
- 23 marzo: Pakistan (commemora la data in cui il Pakistan divenne, primo nella storia, repubblica islamica, 1956)
- 25 marzo: Grecia (festa nazionale: Εικοστή Πέμπτη Μαρτίου: celebrazione della rivoluzione greca del 1821, contro l'Impero ottomano)
- 26 marzo: Bangladesh (festa nazionale: স্বাধীনতা দিবস: giorno dell'indipendenza del Bangladesh, dal Pakistan, 1971)

### Aprile

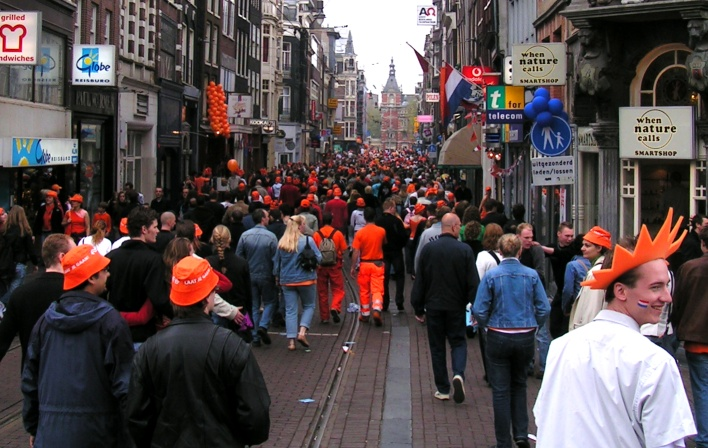
Festa della regina ad Amsterdam, 2005

- 1º aprile: Iran (festa nazionale: روز جمهوری اسلامی: Giorno della istituzione (sancita da Referendum) della Repubblica Islamica dell'Iran, 1979)
- 4 aprile: Senegal (festa nazionale: jour de l'indépendance: giorno dell'indipendenza dalla Francia, 1960)
- 7 aprile: Ruanda (Itsembabwoko ry'u Rwanda ry'1994: giorno del Ricordo del Genocidio del Ruanda, 1994)
- 12 aprile: Russia (giornata della Cosmonautica: ricorrenza del primo volo orbitale umano nello Spazio compiuto da Jurij Gagarin, 1961)
- 13 aprile: Thailandia: (si celebra il Songkran: il Capodanno thailandese)
- 14 aprile: Bangladesh: (si celebra il Pahela Baishakh: il Capodanno bengalese)
- 15 aprile: Corea del Nord (giorno del Sole: anniversario del compleanno del fondatore di Stato e guida suprema della Corea del Nord Kim Il-sung, 1912)
- 17 aprile: Siria (festa nazionale: 'Īd al-Ğalā': giorno dell'indipendenza o giornata dell'evacuazione, dal dominio della Francia: commemora l'evacuazione dell'ultimo soldato francese, la proclamazione della piena indipendenza dello Stato e la fine del mandato francese della Siria, 1946)
- 18 aprile: Zimbabwe (giorno dell'indipendenza dal Regno Unito, 1980)
- 21 aprile: Roma Capitale: (si festeggia il Natale di Roma, giorno della fondazione di Roma, 753 a.C.)
- 22 aprile: Nazioni Unite (si celebra la giornata della Terra, istituita per la salvaguardia del pianeta Terra, 1970)
- 23 aprile: Turchia (giorno dei bambini e della sovranità nazionale, segna l'apertura della Grande Assemblea Nazionale Turca, 1920)
- 24 aprile: Armenia (Yegherni zoheri hishataki or: giorno del ricordo del genocidio armeno, 1915)
- 25 aprile: Australia e Nuova Zelanda (ANZAC Day; commemora i soldati australiani e neozelandesi caduti in guerra, 1915)
- 25 aprile: Italia (anniversario della liberazione d'Italia, contro il governo fascista e l'occupazione nazista, 1945)
- 25 aprile: Portogallo (Dia da Liberdade: rivoluzione dei garofani contro il regime fondato da António Salazar, 1974)
- 26 aprile: Tanzania (festa nazionale: Union Day tra Tanganica e Zanzibar: nascita della Tanzania Unita, 1964)
- 27 aprile: Paesi Bassi (festa nazionale: Koningsdag, genetliaco del re, 1967)
- 27 aprile: Sierra Leone (giorno dell'indipendenza, dal Regno Unito 1961)
- 27 aprile: Sudafrica (festa nazionale: festa della libertà: Freedom Day (Vryheidsdag): prime elezioni generali democratiche, fine dell'apartheid, 1994)
- 27 aprile: Togo (giorno dell'indipendenza, dalla Francia, 1960)
- 30 aprile: Vietnam (Ngày giải phóng/chiến thắng/thống nhất: caduta di Saigon: anniversario della liberazione dalle truppe americane, 1975)

### Maggio
- 1º maggio: molti Stati: (celebrazioni per la festa dei lavoratori: la data ricorda lo sciopero generale che porterà negli USA alle otto ore lavorative e le vittime degli incidenti di Chicago (4 maggio: rivolta di Haymarket), con conseguente inizio delle lotte operaie, 1886)
- 1º maggio: Isole Marshall (giorno della costituzione, 1979)
- Dal 3 maggio al 5 maggio: Giappone (Vacanza nazionale vedere la nota in fondo alla sezione)
- 3 maggio: Polonia (Święto Konstytucji 3 Maja: celebrazione della prima costituzione della Polonia del 1791)
- 9 maggio: Unione europea (Giornata dell'Europa: celebra la data della Dichiarazione Schuman, 1950): (dal 1985)
- 15 maggio: Paraguay (festa nazionale: dichiarazione di indipendenza dalla Spagna, 1811)
- 17 maggio: Norvegia (festa nazionale: syttende mai: la Norvegia diviene nazione indipendente, (dai Danesi), 1814)
- 20 maggio: Camerun (fête nationale ou de l'unité: fondazione della Repubblica Unita del Camerun: transizione da uno stato federale a uno stato unitario, 1972)
- 20 maggio: Timor Est (Dia da Restauração da Independência: giorno dell'indipendenza dall'Indonesia, 2002)
- 22 maggio: Yemen (festa nazionale: اليوم الوطني للجمهورية اليمنية: Unity Day: unificazione dello Yemen del Nord e Yemen del Sud, 1990)
- 24 maggio: Eritrea (festa nazionale: መዓልቲ ናጽነት: giorno dell'indipendenza dell'Eritrea, dall'Etiopia, 1993)
- 25 maggio: Giordania (festa nazionale: Eid al-Istiklaal: giorno dell'indipendenza dal Regno Unito, 1946)
- 26 maggio: Georgia (festa nazionale: დამოუკიდებლობის დღე: giorno dell'indipendenza della Georgia, dalla Russia: nascita della Repubblica Democratica di Georgia, 1918)
- 28 maggio: Azerbaigian (festa nazionale: Respublika günü: Festa della repubblica dell'Azerbaigian: Fondazione della Repubblica Democratica di Azerbaigian, 1918)
- 28 maggio: Etiopia (festa nazionale: ብሔራዊ በዓል: Derg Downfall Day: commemora la caduta del Derg, regime militare etiope, 1991)
- 29 maggio: Nepal (festa nazionale: गणतन्त्र दिन: Ganatantra Diwas: Anniversario della istituzione della Repubblica nepalese, 2008)
- 30 maggio: Croazia (Festa nazionale della Croazia: ricorda il giorno in cui il nuovo Parlamento croato si riunì per la prima volta, 1990)

Il giorno dell'indipendenza di Israele (Yom HaAtzmaut, in ebraico יום העצמאות‎?) è segnato sul calendario ebraico nel 5º giorno di Iyar, pertanto non corrisponde a una data fissa nel calendario gregoriano; di solito la festa cade verso la fine di aprile o in maggio. La data (secondo il calendario gregoriano) dell'indipendenza di Israele è il 14 maggio 1948. Il 14 del mese ebraico di Adar si celebra il Purim o festa delle sorti. Il 27º giorno di Nisan del calendario ebraico si commemora Yom HaShoah, in ricordo agli ebrei vittime dell'Olocausto. Il 4º giorno di Iyar del calendario ebraico, Yom HaZikaron, in ricordo ai caduti in guerra e ai soldati. Il 15º giorno di Av del calendario ebraico si celebra il Tu B'Av (in ebraico ט"ו באב‎?), il giorno dell'amore, simile alla festa di san Valentino.

### Giugno

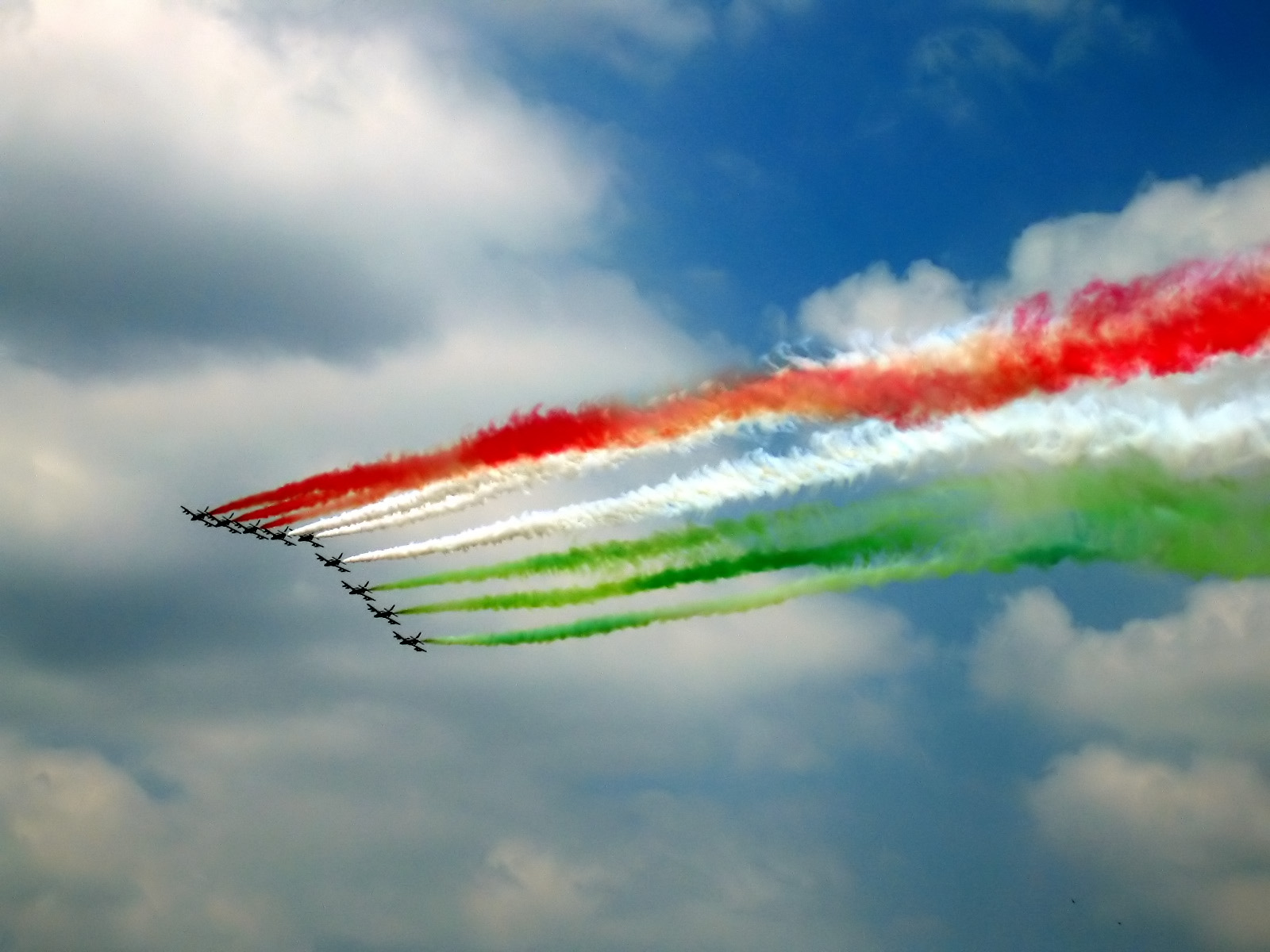
La pattuglia acrobatica italiana (o Frecce Tricolori) in azione durante la parata militare del 2 giugno a Roma

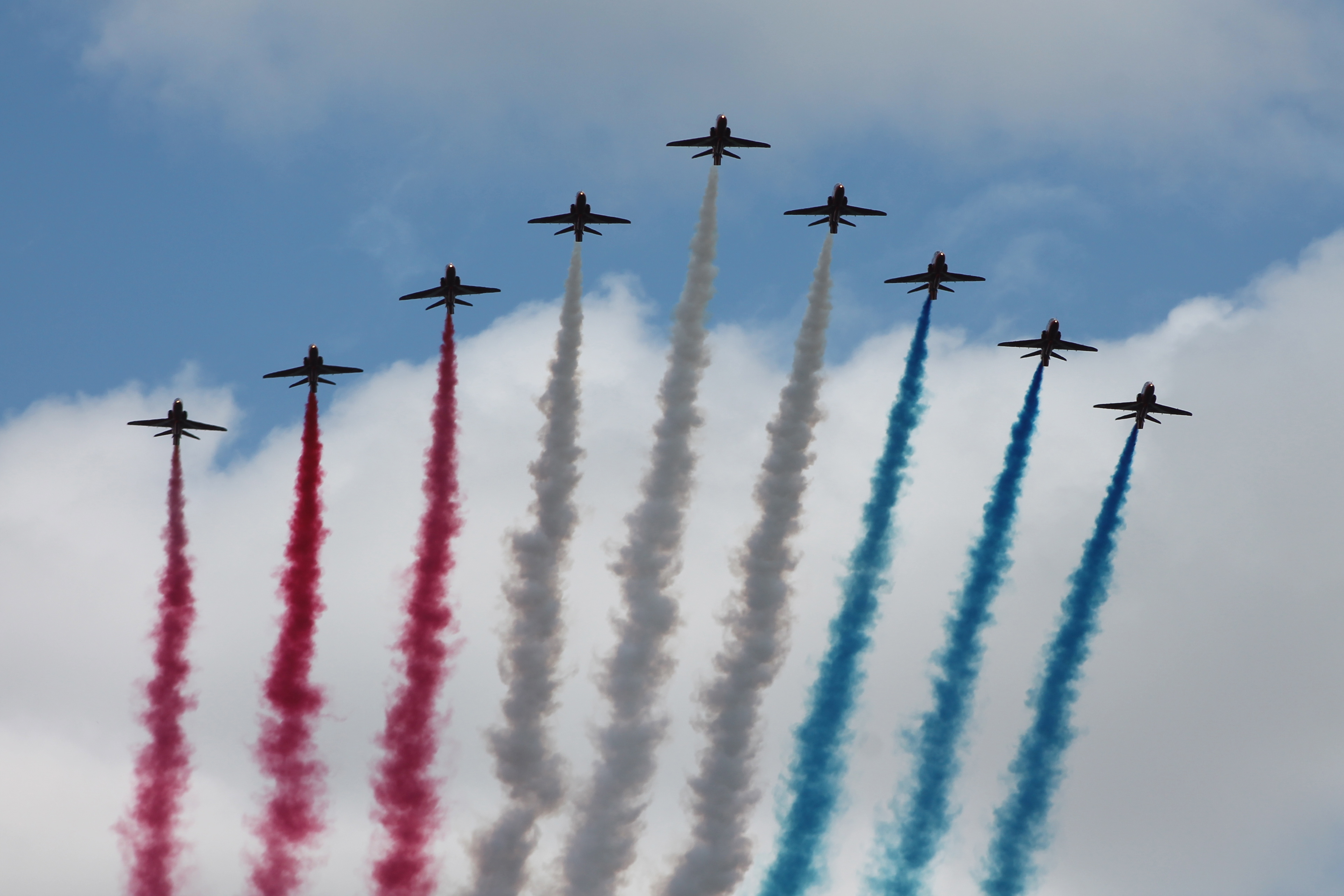
Le Red Arrows (la pattuglia acrobatica britannica) in azione durante la parata militare del Trooping the Colour a Londra

- 1º giugno: Samoa (giorno dell'indipendenza dalla Nuova Zelanda, 1962)
- 2 giugno: Italia (festa nazionale, festa della Repubblica Italiana, 1946)
- 4 giugno: Tonga (giorno dell'indipendenza dal Regno Unito, 1970)
- 5 giugno: Danimarca (festa nazionale: Grundlovsdag: celebra la prima costituzione danese del 1849)
- 6 giugno: Svezia (festa nazionale della Svezia: incoronazione del re Gustavo I di Svezia, 1523)
- 10 giugno: Portogallo (Dia de Portugal: data della morte del poeta nazionale Luís de Camões, 1580)
- 12 giugno: Russia (festa nazionale: giornata della Russia: День России: dichiarazione di sovranità dello Stato della Russia, 1990)
- 12 giugno: Filippine (festa nazionale: Araw ng Kalayaan: giorno dell'indipendenza delle Filippine, dalla Spagna, 1898)
- 17 giugno: Islanda (festa nazionale islandese: Íslenski þjóðhátíðardagurinn: giorno dell'indipendenza dalla Danimarca; istituzione della Repubblica, 1944; compleanno del leader del movimento d'indipendenza del xix sec. Jón Sigurðsson)
- 18 giugno: Seychelles (giorno del ritorno alla democrazia multipartitica, 1993)
- 23 giugno: Lussemburgo (festa nazionale del Lussemburgo: compleanno del granduca, dal 1961)
- 24 giugno: Sovrano Militare Ordine di Malta (festa nazionale, corrispondente alla nascita di Giovanni Battista, fine I sec. a.C.)
- 25 giugno: Slovenia (festa nazionale slovena: dan državnosti: dichiarazione di indipendenza dalla Jugoslavia, 1991)
- 25 giugno: Mozambico (festa nazionale: Dia da Independência Nacional: giorno dell'indipendenza dal Portogallo, 1975)
- 26 giugno: Madagascar (giorno dell'indipendenza dalla Francia, 1960)
- 27 giugno: Gibuti (Festa nazionale: Commémoration de l'indépendance: giorno dell'indipendenza dalla Francia, 1977)
- 30 giugno: Repubblica Democratica del Congo (giorno dell'indipendenza dal Belgio, 1960)

È da notare che non è stato ancora istituito il British National Day (dall'inglese: giornata Nazionale Britannica). Il giorno di Trooping the Colour, nel Regno Unito, è osservato nel secondo sabato di giugno.
In Cina, invece, il quinto giorno del quinto mese del calendario cinese si celebra la festa delle barche drago, rinomata festa tradizionale cinese (in genere la data corrisponde al mese di giugno).

### Luglio

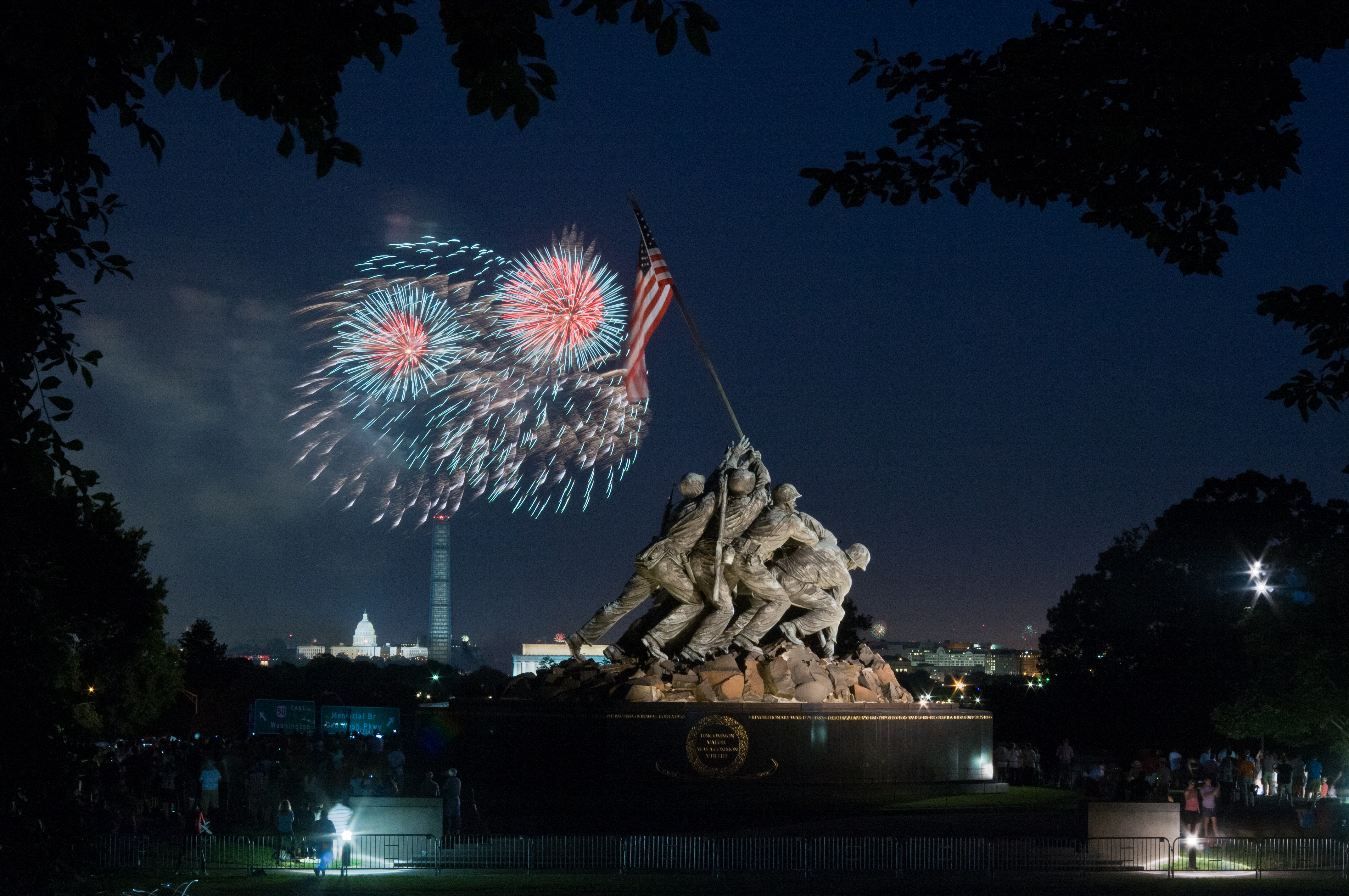
Celebrazioni dell'Independence Day a Washington nell'anno 2013.

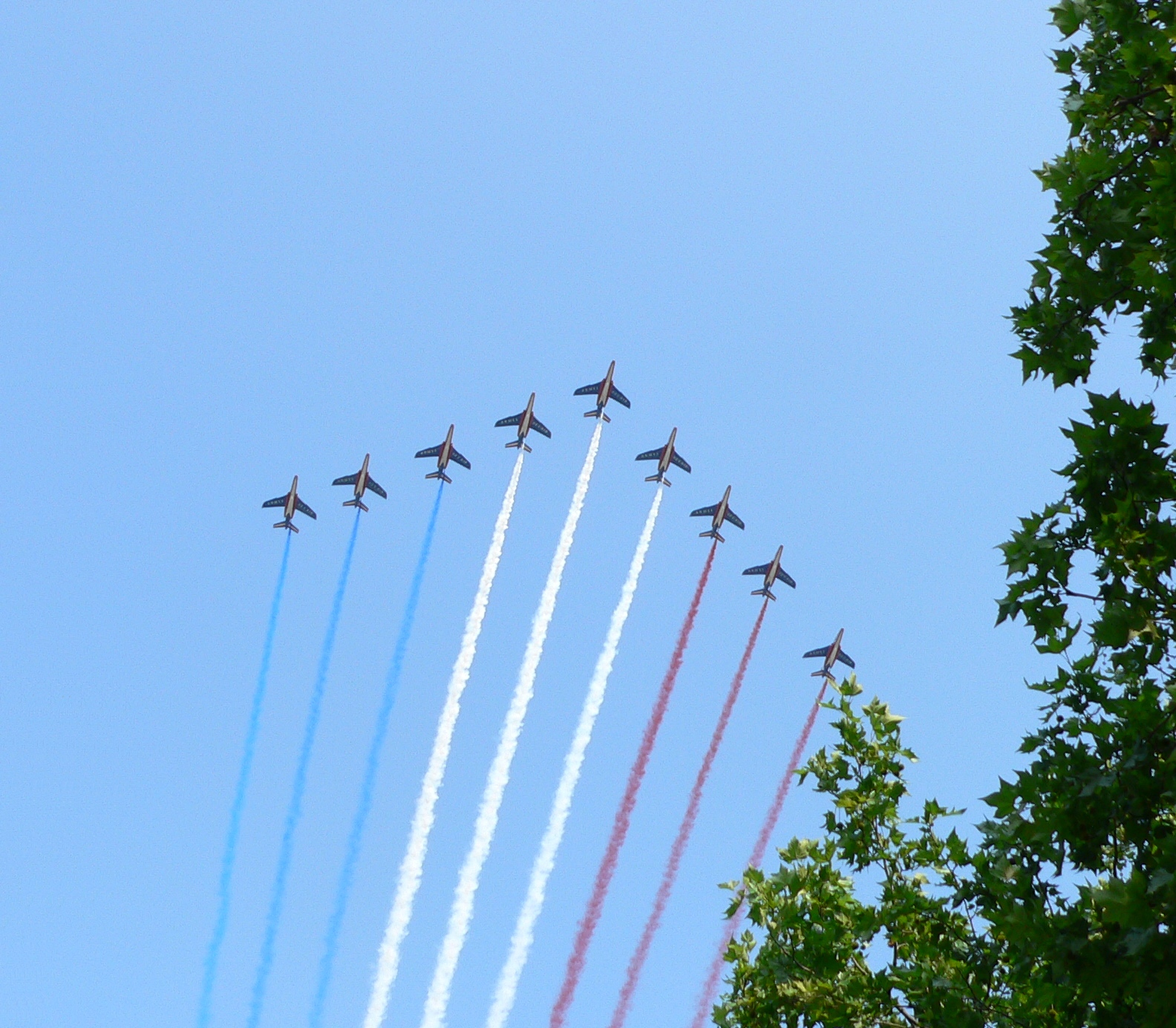
La Patrouille de France durante la parata della festa nazionale della Francia disegnano nel cielo la bandiera nazionale

- 1º luglio: Burundi (giorno dell'indipendenza dal Belgio, 1962)
- 1º luglio: Somalia (festa nazionale: giorno dell'indipendenza della Somalia: fasaxa dadweynaha: unione della ex Somalia italiana con la Somalia britannica: nasce la Repubblica di Somalia, 1960)
- 1º luglio: Canada (Festa del Canada: formazione di una singola nazione: il Canada, 1867)
- 1º luglio: Ruanda (giorno dell'indipendenza dal Belgio, 1962)
- 3 luglio: Bielorussia (festa nazionale: giorno dell'indipendenza della Bielorussia: Дзень Незалежнасці Рэспублікі Беларусь: liberazione della capitale Minsk dai nazisti, 1944)
- 4 luglio: Stati Uniti (festa nazionale: Independence Day, dal Regno Unito, 1776)
- 5 luglio: Algeria (Fête nationale: giorno dell'indipendenza dalla Francia, in seguito alla guerra d'Algeria, 1962)
- 5 luglio: Capo Verde (giorno dell'indipendenza dal Portogallo, 1975)
- 5 luglio: Venezuela (festa nazionale: Cinco de julio: Dichiarazione di indipendenza, dalla Spagna, 1811)
- 6 luglio: Comore (giorno dell'indipendenza dalla Francia, 1975)
- 6 luglio: Malawi (giorno dell'indipendenza dal Regno Unito, 1964)
- 7 luglio: Isole Salomone (giorno dell'indipendenza dal Regno Unito, 1978)
- 9 luglio: Argentina (festa nazionale: Día de la Independencia: giorno dell'indipendenza dalla Spagna, 1816)
- 9 luglio: Sudan del Sud (giorno dell'indipendenza dal Sudan, 2011)
- 9 luglio: Repubblica di Palau (giorno della costituzione, 1981)
- 10 luglio: Bahamas (giorno dell'indipendenza dal Regno Unito, 1973)
- 11 luglio: Mongolia (festa nazionale: Наадам: Naadam holiday: rievocazione gesta di Gengis Khan, orgoglio del Paese; anniversario indipendenza dalla Cina del 1921)
- 12 luglio: São Tomé e Príncipe (giorno dell'indipendenza dal Portogallo, 1975)
- 12 luglio: Kiribati (giorno dell'indipendenza dal Regno Unito, 1979)
- 13 luglio: Montenegro (festa nazionale del Montenegro: Dan državnosti: anniversario del giorno in cui il Congresso di Berlino riconobbe il Montenegro stato indipendente, 1878)
- 14 luglio: Francia: (Fête nationale française: commemorazione della presa della Bastiglia, 1789 e la Fête de la Fédération, 1790)
- 19 luglio: Nicaragua: (giorno della vittoria della rivoluzione sandinista: presa del potere del Fronte Sandinista di Liberazione Nazionale, 1979)
- 20 luglio: Colombia (festa nazionale: Grito de la Independencia: Dichiarazione di indipendenza dalla Spagna, 1810)
- 21 luglio: Belgio (Nationale feestdag: Fête nationale: festa nazionale del Belgio: il re Leopoldo I incoronato primo re del Belgio, 1831)
- 22 luglio: eSwatini (Compleanno del re Sobhuza II dello Swaziland, il sovrano che ha regnato più a lungo nella storia, 1899)
- 23 luglio: Egitto (festa nazionale:يوم الثورة: rivoluzione egiziana del 1952: abolizione della Monarchia costituzionale e nascita della Repubblica)
- 25 luglio: Porto Rico (giorno della Costituzione, 1952)
- 26 luglio: Cuba (giorno dell'assalto alla caserma Moncada: segna l'inizio della rivoluzione cubana di Fidel Castro, 1953)
- 26 luglio: Liberia (festa nazionale: Independence Day: giorno dell'indipendenza dagli USA, 1847)
- 26 luglio: Maldive (giorno dell'indipendenza dal Regno Unito, 1965)
- 28 luglio: Perù (festa nazionale: Fiestas Patrias: giorno dell'Indipendenza del Perù, dalla Spagna, 1821)
- 30 luglio: Vanuatu (giorno dell'indipendenza dal Regno Unito e Francia, 1980)

### Agosto
- 1º agosto: Benin (giorno dell'indipendenza dalla Francia, 1960)
- 1º agosto: Svizzera (festa nazionale svizzera: nascita della Confederazione Elvetica, 1291)
- 6 agosto: Bolivia (festa nazionale: Dia de la Patria: giorno dell'indipendenza dalla Spagna, 1825)
- 6 agosto: Giamaica (Independence Day: giorno dell'indipendenza dal Regno Unito, 1962)
- 7 agosto: Costa d'Avorio (festa nazionale: Fête de l'Indépendance: giorno dell'indipendenza dalla Francia, 1960)
- 9 agosto: Singapore (festa nazionale di Singapore: Hari Kebangsaan: giorno dell'indipendenza dalla Malesia, 1965)
- 10 agosto: Ecuador (festa nazionale: Día del Primer Grito de Independencia de Quito Proclamazione di indipendenza dalla Spagna, 1809)
- 11 agosto: Ciad (giorno dell'indipendenza dalla Francia, 1960)
- 14 agosto: Pakistan (festa nazionale:یوم آزادی: Youm-e-Azadi: giorno dell'indipendenza dal Regno Unito: fondazione del Pakistan, 1947)
- 15 agosto: Liechtenstein (Festa nazionale del Liechtenstein: Assunzione di Maria e compleanno del principe Francesco Giuseppe II del Liechtenstein, 1906)
- 15 agosto: Repubblica del Congo (giorno dell'indipendenza dalla Francia, 1960)
- 15 agosto: Corea del Nord (festa nazionale; 광복절(光復節: Gwangbokjeol: giorno della Liberazione dal dominio giapponese, 1945)
- 15 agosto: Corea del Sud (festa nazionale: 광복절(光復節: Gwangbokjeol: giorno della liberazione dal dominio giapponese, 1945)
- 15 agosto: India: (festa per l'indipendenza: Swatantrata Divas, giorno dell'indipendenza dell'India, dal Regno Unito e trasferimento del potere, 1947)
- 17 agosto: Gabon (giorno dell'indipendenza dalla Francia, 1960)
- 17 agosto: Indonesia (festa nazionale: Hari Proklamasi Kemerdekaan R.I.: guerra d'indipendenza indonesiana: proclamazione dell'indipendenza dai Paesi Bassi, 1945)
- 19 agosto: Afghanistan (festa nazionale: د افغانستان د خپلواکۍ ورځ: giorno dell'indipendenza dal Regno Unito, 1919)
- 20 agosto: Ungheria (Az államalapítás ünnepe: Festa della Fondazione dello Stato: giorno della canonizzazione del re Stefano I, fondatore dello Stato ungherese, come santo Stefano d'Ungheria, 1083)
- 24 agosto: Ucraina (festa nazionale: День незалежності України: giorno dell'indipendenza dell'Ucraina, dall'URSS, 1991)
- 25 agosto: Uruguay (festa nazionale: Día de la Independencia: giorno dell'indipendenza dal Brasile, 1825)
- 27 agosto: Moldova (festa nazionale: giorno dell'indipendenza della Moldavia: Ziua Independenței: dichiarazione di indipendenza dall'Unione Sovietica, 1991)
- 30 agosto: Turchia (Festa della vittoria ricorda la vittoria sull'esercito greco, durante la guerra greco-turca (1919-1922), 1922)
- 31 agosto: Kirghizistan (giorno dell'indipendenza dall'URSS, 1991)
- 31 agosto: Malaysia (allora come Federazione della Malesia): (festa nazionale: Hari Merdeka: giorno dell'indipendenza dal Regno Unito, 1957)
- 31 agosto: Trinidad e Tobago (Independence Day: giorno dell'indipendenza dal Regno Unito, 1962)

### Settembre
- 1º settembre: Uzbekistan (festa nazionale: O'zbekiston Respublikasi Mustaqilligi kuni: giorno dell'indipendenza dall'URSS, 1991)
- 2 settembre: Vietnam (festa nazionale: Ngày Quốc Khánh: dichiarazione di indipendenza dalla Francia, fondazione del Vietnam del Nord, 1945)
- 3 settembre: San Marino (festa nazionale: Festa di San Marino e della fondazione della Repubblica: fondazione della Comunità: poi Repubblica di San Marino, 301 d.C.)
- 6 settembre: eSwatini (giorno dell'indipendenza dal Regno Unito, 1968)
- 7 settembre: Brasile (festa nazionale: festa dell'indipendenza del Brasile: Dia da Independência o Sete de Setembro: giorno dell'indipendenza dal Portogallo, 1822)
- 8 settembre: Andorra (festa nazionale: Diada de Meritxell: giorno della Natività della Vergine Maria: giorno di Nostra Signora di Meritxell, patrona del Principato)
- 8 settembre: Macedonia del Nord (festa nazionale: giorno dell'indipendenza della Repubblica di Macedonia: Ден на независноста: giorno del Referendum sull'indipendenza, dalla Jugoslavia, 1991)
- 8 settembre: Malta (giorno della vittoria: contro i turchi 1565, contro i francesi 1800 e armistizio dell'Italia, 1943)
- 9 settembre: Tagikistan (giorno dell'indipendenza dall'URSS, 1991)
- 9 settembre: Corea del Nord (giorno della fondazione della Corea del Nord, 1948)
- 15 settembre: Costa Rica (Día de Independencia: giorno dell'indipendenza dalla Spagna, 1821)
- 15 settembre: El Salvador (Día de Independencia: giorno dell'indipendenza dalla Spagna, 1821)
- 15 settembre: Guatemala Día de Independencia: giorno dell'indipendenza dalla Spagna, 1821)
- 15 settembre: Honduras (Día de Independencia: giorno dell'indipendenza dalla Spagna, 1821)
- 15 settembre: Nicaragua Día de Independencia: giorno dell'indipendenza dalla Spagna, 1821)
- 16 settembre: Malaysia (giorno della istituzione della federazione della Malaysia, 1963)
- 16 settembre: Messico (festa nazionale: Grito de Dolores: dichiarazione di indipendenza dalla Spagna, 1810)
- 16 settembre: Papua Nuova Guinea (giorno dell'indipendenza dall'Australia, 1975)
- 18 settembre: Cile (festa nazionale: Fiestas Patrias: creazione della prima Giunta di Governo. 1810)
- 19 settembre: Saint Kitts e Nevis (giorno dell'indipendenza dal Regno Unito, 1983)
- 21 settembre: Armenia (festa nazionale: giorno dell'indipendenza dell'Armenia: Անկախության օր: giorno dell'indipendenza dall'URSS, 1991)
- 21 settembre: Belize (festa nazionale: Independence Day: giorno dell'indipendenza dal Regno Unito, 1981)
- 21 settembre: Malta (festa nazionale: Jum l-Indipendenza, giorno dell'indipendenza di Malta dal Regno Unito, 1964)
- 22 settembre: Bulgaria (giorno dell'indipendenza dall'Impero Ottomano. 1908)
- 22 settembre: Mali (giorno dell'indipendenza dalla Francia, 1960)
- 23 settembre: Arabia Saudita (festa nazionale: Al-Yaoum Al-Watany,اليوم الوطني: fondazione del Regno di Arabia Saudita, 1932)
- 24 settembre: Guinea-Bissau (giorno dell'indipendenza dal Portogallo, 1973)
- 27 settembre: Turkmenistan (festa nazionale: Garaşsyzlyk baýramy: giorno dell'indipendenza: Proclamazione dell'indipendenza, dall'URSS, 1991)
- 28 settembre: Repubblica Ceca (commemora la morte di san Venceslao, nel 935 d.C.)
- 30 settembre: Botswana (giorno dell'indipendenza dal Regno Unito, 1966)
- primo lunedi di settembre: Stati Uniti: si celebra il Labor Day, corrispondente alla festa dei lavoratori, 1894
- il 15º giorno dell'ottavo mese lunare in Corea si celebra il Chuseok, che si caratterizza in un festival tradizionale del buon raccolto
- Tra la seconda metà di settembre e i primi giorni di ottobre del calendario gregoriano, in Cina, Vietnam, Giappone, ecc.. si osserva la festa di metà autunno, che celebra la fine del raccolto autunnale
- Germania: negli ultimi due fine settimana di settembre e il primo di ottobre si tiene, a Monaco di Baviera, l'Oktoberfest, noto festival popolare

### Ottobre
- 1º ottobre: Cina (festa nazionale: giornata nazionale della Repubblica Popolare Cinese: 国庆节: Guóqìng jié: Proclamazione della Repubblica Popolare Cinese, 1949)
- 1º ottobre: Cipro (festa nazionale: Ημέρα της Ανεξαρτησίας: giorno dell'Indipendenza di Cipro, dal Regno Unito, 1960)
- 1º ottobre: Nigeria (festa nazionale: Independence Day: giorno dell'indipendenza dal Regno Unito, 1960)
- 1º ottobre: Tuvalu (giorno dell'indipendenza dal Regno Unito, 1978)
- 2 ottobre: Guinea (giorno dell'indipendenza dalla Francia, 1958)
- 2 ottobre: India ("Gandhi Jayanti", nascita del Mahatma Gandhi, 1869)
- 2 ottobre: molti Stati: (si celebra la giornata internazionale della nonviolenza, in onore alla data di nascita del Mahatma Gandhi)
- 3 ottobre: Germania (festa nazionale: Tag der Deutschen Einheit: giorno dell'unità tedesca: festa della Riunificazione tedesca, 1990)
- 3 ottobre; Iraq (giorno dell'indipendenza dal Regno Unito, in seguito al termine del mandato britannico della Mesopotamia, 1932)
- 3 ottobre: Corea del Sud (Gaecheonjeol: National Foundation Day: si celebra la leggendaria formazione del primo Stato coreano di Gojoseon, 2333 a.C.)
- 4 ottobre: Lesotho (giorno dell'indipendenza dal Regno Unito, 1966)
- 4 ottobre: molti Stati: si celebra la Giornata mondiale degli animali, nel giorno della festa di Francesco d'Assisi, santo patrono degli animali
- 8 ottobre: Croazia: (Dan neovisnosti: Giorno dell'indipendenza dalla Jugoslavia, 1991)
- 9 ottobre: Uganda (festa nazionale; Independence Day: giorno dell'indipendenza dal Regno Unito, 1962)
- 9 ottobre: Corea del Sud (giorno dell'hangul: si celebra l'invenzione e l'adozione dell'Hangŭl, l'alfabeto della lingua coreana: il 15 gennaio in Corea del Nord, 1446)
- 10 ottobre: Figi (giorno dell'indipendenza dal Regno Unito, 1970)
- 12 ottobre: Spagna (Fiesta nacional de España: scoperta dell'America, 1492)
- 12 ottobre: Guinea Equatoriale (giorno dell'indipendenza dalla Spagna, 1968)
- 12 ottobre (o secondo lunedì di ottobre): vari Stati delle Americhe: (si celebra il Columbus Day, in onore all'arrivo di Cristoforo Colombo nel Nuovo Mondo, 1492)
- 16 ottobre: vari Stati: Giornata mondiale dell'alimentazione, in onore alla data di istituzione dell'Organizzazione delle Nazioni Unite per l'alimentazione e l'agricoltura (o FAO), 1945)
- 23 ottobre: Ungheria (Nemzeti ünnep: giorno dell'inizio della Rivoluzione del 1956 contro le forze sovietiche; Festa della Repubblica, 1989)
- 23 ottobre: Libia (festa nazionale: يوم التحرير: Anniversario della Liberazione: data della fine della prima guerra civile in Libia tra i ribelli e le forze del militare libico Gheddafi, 2011)
- 24 ottobre: Zambia (giorno dell'indipendenza dal Regno Unito, 1964)
- 24 ottobre: Nazioni Unite: (giorno della istituzione dell'Organizzazione delle Nazioni Unite (ONU), 1945)
- 26 ottobre: Austria (festa nazionale: Nationalfeiertag: dichiarazione di neutralità austriaca, 1955)
- 27 ottobre: Saint Vincent e Grenadine (giorno dell'indipendenza dal Regno Unito, 1979)
- 28 ottobre: Grecia (giorno del No: To Ochi: commemora il rifiuto all'ingresso delle truppe italiane in Grecia, 1940)
- 28 ottobre: Repubblica Ceca (festa nazionale: Den vzniku samostatného československého státu: giornata dell'indipendenza dello Stato Cecoslovacco: giorno della creazione della Cecoslovacchia, 1918)
- 29 ottobre: Turchia (festa nazionale: Cumhuriyet Bayramı: giorno della Repubblica di Turchia: festa della Repubblica di Turchia, 1923)
- 31 ottobre: Molti Stati (festa di Halloween, 998 d.C.: festa di origine celtica: varie teorie sull'origine, simbologia della morte e dell'occulto, Jack-o'-lantern: la zucca; celebrazioni in genere dell'inizio dell'inverno e l'inizio del nuovo anno)
- 31 ottobre: Germania (Reformationstag: giorno della Riforma luterana, 1517)
- Dal 4 ottobre al 10 ottobre si celebra nel mondo la settimana mondiale dello Spazio: la data ricorda il lancio del primo satellite, in orbita intorno alla Terra, lo Sputnik 1 (4 ottobre 1957) e l'entrata in vigore del Trattato sullo spazio extra-atmosferico (10 ottobre 1967)

### Novembre
- 1º novembre: molti Stati: (giorno della istituzione da parte del papa Gregorio IV, come festa di precetto, della festa di Tutti i Santi, 835 d.C.), (spostata dal 13 maggio al 1º novembre dal papa Gregorio III, allo scopo di sovrapporla alla festa celtica di Samhain), (Halloween)
- 1º novembre: Algeria (commemorazione della data d'inizio della guerra d'Algeria contro l'occupazione francese, 1954)
- 1º novembre: Antigua e Barbuda (giorno dell'indipendenza dal Regno Unito, 1981)
- 2 novembre: molti Stati: (giorno della istituzione da parte dell'abate benedettino Odilone di Cluny della commemorazione dei defunti, 998 d.C.)
- 3 novembre: Dominica (giorno dell'indipendenza dal Regno Unito, 1978)
- 3 novembre: Panama (festa nazionale: día de la Separación: giorno dell'indipendenza dalla Colombia, 1903)
- 3 novembre: Stati Federati di Micronesia (giorno dell'indipendenza dagli Stati Uniti, 1986)
- 4 novembre: Italia (Giorno dell'Unità nazionale, festa della vittoria nella prima guerra mondiale, 1918)
- 6 novembre: Marocco (anniversario della Marcia verde: manifestazione per costringere la Spagna ad abbandonare il Sahara Occidentale, conteso, 1975)
- 7 novembre: Russia: (è il giorno della rivoluzione d'ottobre (25 ottobre del calendario giuliano), che portò alla caduta dell'impero russo degli zar, 1917: oggi viene commemorata la parata militare del 1941 che celebrava l'anniversario di questo avvenimento)
- 8 novembre; molti Stati: (si celebra la giornata internazionale della radiologia, in onore alla data della scoperta dei raggi X da parte del fisico tedesco Wilhelm Röntgen, 1895)
- 9 novembre: Germania (Schicksalstag (Giorno del Destino): commemorazione di vari Avvenimenti tra cui la caduta del Muro di Berlino, 1989)
- 9 novembre: Cambogia (festa nazionale: បុណ្យឯករាជ្យជាតិ: giorno dell'indipendenza dalla Francia, 1953)
- 10 novembre: Turchia (giorno del Ricordo per Mustafa Kemal Atatürk (padre della Turchia moderna), in occasione dell'anniversario della sua morte, 1938)
- 11 novembre: molti Stati: (si commemora il Remembrance Day: in occasione del giorno della fine della prima guerra mondiale, 1918)
- 11 novembre: Polonia (festa nazionale: Narodowe Święto Niepodległości: giorno dell'indipendenza della Polonia, dall'Austria-Ungheria, Prussia e Russia, 1918)
- 14 novembre: molti Stati: (Giornata mondiale del diabete: in onore alla data di nascita del fisiologo canadese, scopritore dell'insulina, Frederick Grant Banting)
- 17 novembre: Repubblica Ceca (Den boje za svobodu a demokracii: anniversario della rivoluzione di velluto contro il regime comunista cecoslovacco, 1989)
- 17 novembre: Grecia: (anniversario della rivolta degli studenti contro la dittatura dei colonnelli, 1973)
- 18 novembre: Oman (يوم وطني: National day: compleanno del Sultano Qabus dell'Oman, 1940)
- 18 novembre: Marocco (festa nazionale: عيد الاستقلال: giorno dell'intronizzazione e del discorso del re Mohammed V, ritornato dall'esilio con la sua famiglia due giorni prima, nel 1955, che segna la fine dei protettorati francese e spagnolo nel 1956[2])
- 18 novembre: Lettonia (festa nazionale: Latvijas Republikas proklamēšanas diena: giorno della proclamazione della Repubblica di Lettonia, 1918)
- 19 novembre: Principato di Monaco (festa nazionale: Fête du Prince: giorno di san Ranieri, festa del santo patrono del principe sovrano Ranieri III)
- 22 novembre: Libano (festa nazionale:عيد الإستقلال:festa dell'indipendenza: termine del mandato francese della Siria e del Libano, 1943)
- 25 novembre: Bosnia ed Erzegovina (festa nazionale della Bosnia ed Erzegovina: Dan državnosti: giorno della prima seduta dello ZAVNOBiH, Consiglio Antifascista di Stato per la Liberazione Popolare della Bosnia-Erzegovina, 1943)
- 25 novembre: Suriname (festa nazionale: Onafhankelijkheidsdag: giorno dell'indipendenza dai Paesi Bassi, 1975)
- 28 novembre: Albania (festa nazionale giorno dell'indipendenza albanese e della bandiera: Dita e Pavarësisë e Dita dei Flamuri: Dichiarazione di indipendenza dall'impero ottomano e giorno della bandiera, 1912 e 1443)
- 28 novembre: Timor Est: (festa nazionale: giorno dell'indipendenza dal Portogallo, 1975)
- 28 novembre: Mauritania (giorno dell'indipendenza dalla Francia, 1960)
- 28 novembre: Panama (giorno dell'indipendenza dalla Spagna, 1821)
- 29 novembre: vari Stati: (giornata internazionale di solidarietà per il popolo palestinese, in ricordo del piano di partizione della Palestina, 1947)
- 30 novembre: Barbados (giorno dell'indipendenza dal Regno Unito: giorno della istituzione della repubblica, 1966 e 2021)

### Dicembre
- 1º dicembre: Romania (Ziua națională a României: giornata della Grande Unione con la Transilvania, 1918)
- 1º dicembre: Repubblica Centrafricana (giorno della istituzione della Repubblica Centrafricana, all'interno della Comunità francese, 1958)
- 1º dicembre: molti Stati: (si svolge la giornata mondiale contro l'AIDS, nella data in cui fu diagnosticato il primo caso di AIDS, 1981)
- 2 dicembre: Emirati Arabi Uniti (festa nazionale: Yawm al watani: Giornata dell'Unione degli Emirati Arabi Uniti tra i sette emirati: istituzione degli Emirati Arabi Uniti, 1971)
- 2 dicembre: Laos (giorno della istituzione della Repubblica Popolare Democratica del Laos, 1975)
- 5 dicembre: Thailandia  (festa nazionale e festa del papà: anniversario della nascita di re Bhumibol Adulyadej)
- 6 dicembre: Finlandia (festa nazionale: Suomen itsenäisyyspäivä: dichiarazione di indipendenza della Finlandia, dalla Russia, 1917)
- 6 dicembre: Spagna: (Giorno della Costituzione della Spagna, celebra la Costituzione spagnola, 1978)
- 8 dicembre: Italia e vari Stati (celebrazioni per la proclamazione da parte del papa Pio IX del dogma Immacolata Concezione, 1854)
- 10 dicembre: molti Stati (si celebra la giornata mondiale dei diritti umani, in onore al giorno della dichiarazione universale dei diritti umani, 1948)
- 11 dicembre: Burkina Faso (giorno della proclamazione della Repubblica, allora chiamata Alto Volta, all'interno della comunità franco-africana, 1958)
- 12 dicembre: Kenya (festa nazionale: Jamhuri Day: giorno dell'indipendenza dal Regno Unito, 1963)
- 13 dicembre: Malta (festa della Repubblica, 1974)
- 13 dicembre: Saint Lucia e altri Stati: (é il giorno che commemora santa Lucia, nel giorno dell'anniversario della sua morte, 304 d.C.)
- 16 dicembre: Bangladesh (Bijôy Dibôs: Victory Day: giorno della vittoria sulle forze pakistane nella guerra di liberazione del Bangladesh, 1971)
- 16 dicembre: Kazakistan (festa nazionale: Тәуелсіздік күні (Täwelsizdik küni): giorno dell'indipendenza del Kazakistan, dall'URSS, 1991)
- 16 dicembre: Bahrein (festa nazionale: Yawm al watani: giorno dell'incoronazione del primo emiro del Bahrein Isa bin Salman Al Khalifa, 1961)
- 17 dicembre: Bhutan (giorno dell'elezione a re ereditario e primo re del Bhutan Ugyen Wangchuck, 1907)
- 18 dicembre: Niger (giorno della istituzione della prima Repubblica del Niger, semi-indipendente sotto la Francia, 1958)
- 18 dicembre: Qatar (Al-Yaoum al-watani: giornata nazionale del Qatar: unificazione del Qatar sotto lo Sheikh Jassim bin Mohammed al-Thani, 1878)
- 25 dicembre: molti Stati (giorno della prima attestazione circa la celebrazione della festa del Natale, il 25 dicembre del 336, contenuta nel cronografo del 354) (è la prima menzione certa della Natività di Cristo con la data del 25 dicembre)
- 25 dicembre: Pakistan (giorno di Jinnah: commemora la nascita del padre fondatore del Pakistan, 1876)
- 30 dicembre: Filippine (giorno di José Rizal: commemora la morte dell'eroe nazionale delle Filippine, 1896)

Nota: in Giappone, oltre alla ricorrenza nazionale dell'11 febbraio, c'è anche una vacanza nazionale (国民の休日, kokumin no kyujitsu, che letteralmente significa "vacanza dei cittadini") il 4 maggio, tra il giorno della Costituzione (3 maggio) e il Kodomo no hi (giorno dei bambini), 5 maggio: l'intera nazione prende una vacanza di tre giorni consecutivi. Inoltre da ricordare che il 3 febbraio si celebra il Setsubun, cerimonia del lancio dei fagioli, e il 3 marzo si tiene l'Hinamatsuri, festa dedicata alle bambine. Il 14 marzo si festeggia il White Day, che collegato al San Valentino, consiste nella consegna o meno di un dono alla ragazza, che un mese esatto prima, li ha dichiarato interesse per lui. Il 7 luglio si celebra il Tanabata, tipica festa tradizionale giapponese. L'11 agosto si celebra la giornata della montagna. Tra il 12 e il 15 agosto si celebra l'Awa Odori (o Awa dance festival), noto festival giapponese che si tiene a Tokushima. Il secondo lunedì di ottobre il Giappone celebra l'Health and Sports Day, in onore alle Olimpiadi estive di Tokyo del 1964; si commemora dal 1966, per incoraggiare lo sport e la salute. Il 9 settembre si celebra il Kiku no sekku, il giorno dei crisantemi.
Il settimo giorno del settimo mese del calendario lunare cinese si celebra la festa di Qixi, una sorta di festival nel giorno del San Valentino cinese, che si basa su una storia d'amore della mitologia cinese
In Birmania, in un periodo compreso tra la metà di novembre e l'inizio di dicembre (la data si basa sul calendario birmano), si celebra il giorno nazionale, che coincide con l'anniversario della protesta dei primi studenti universitari birmani contro il sistema educativo inglese, nel 1920.

## Altre celebrazioni nazionali, sovranazionali o di comunità ed entità non statali

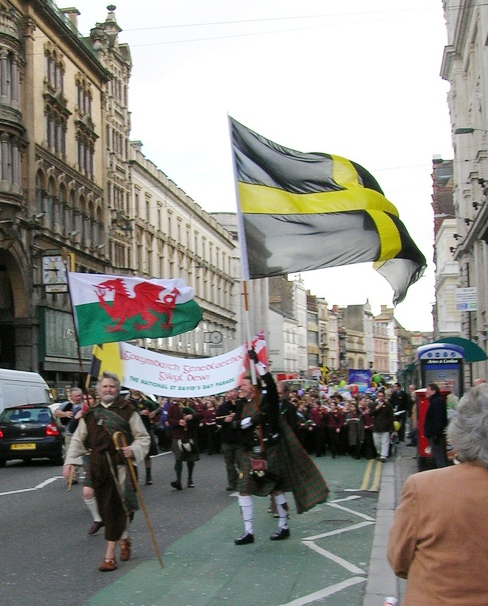
Sfilata in Cardiff, la capitale gallese, durante la festa di san Davide

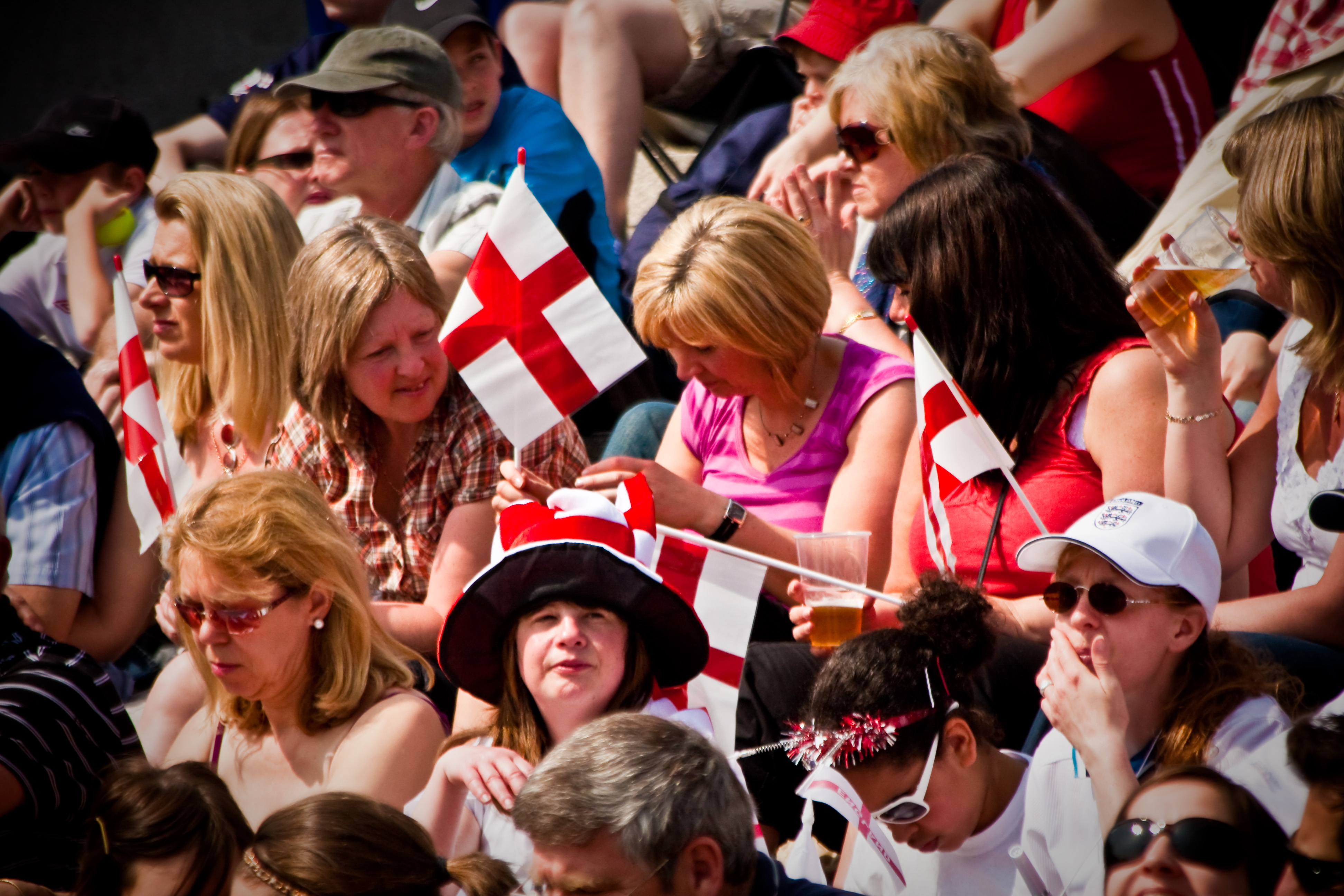
Inglesi celebrano la festa di san Giorgio

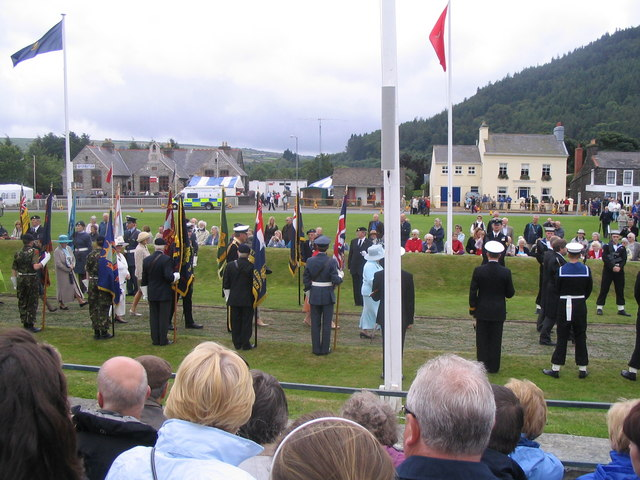
Processione di ufficiali mannesi alla festa di Tynwald nel 2007

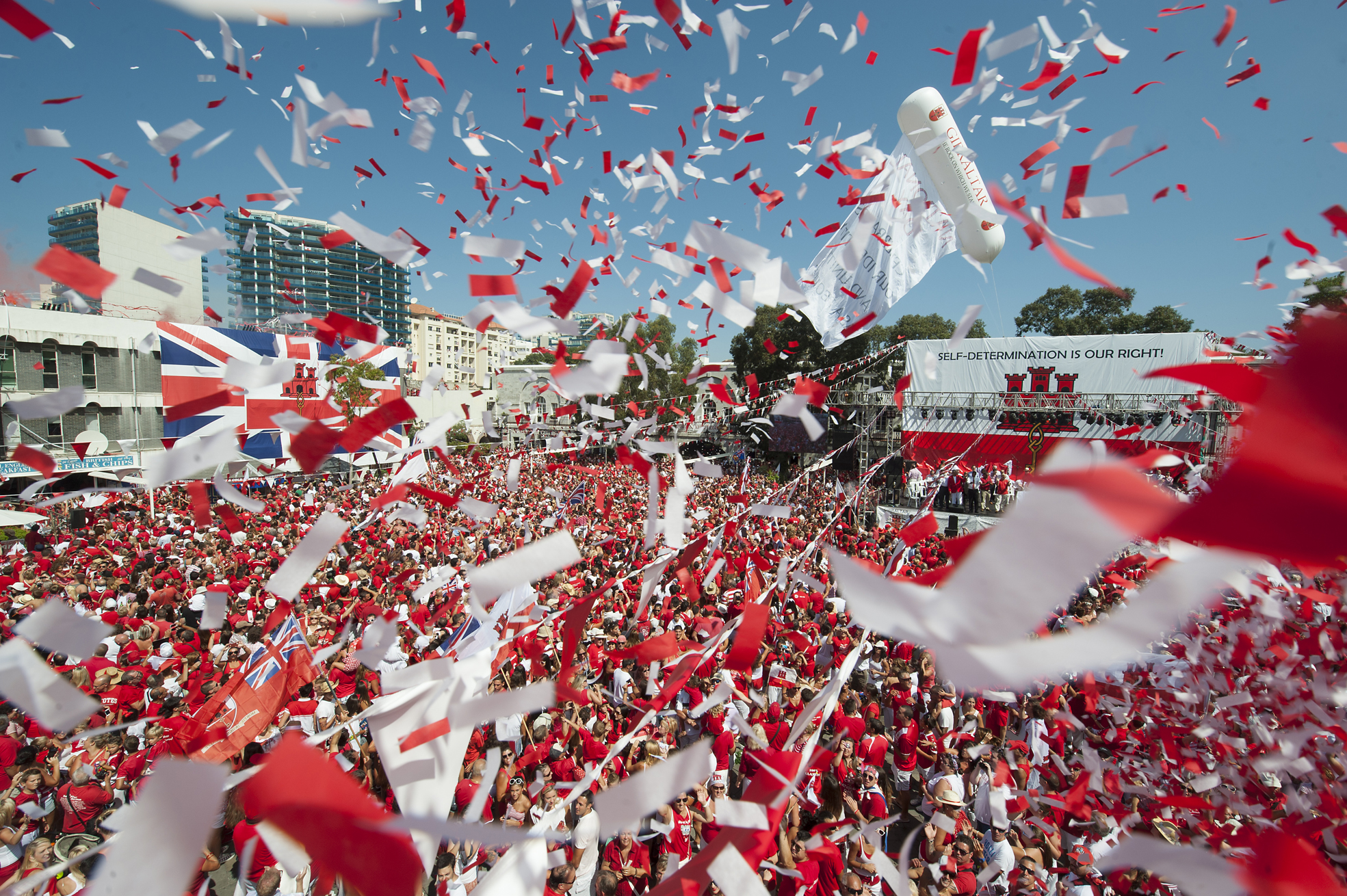
Celebrazioni a Gibilterra durante la festa nazionale nel 2013

Alcune nazioni (in senso culturale, per cui a volte amministrativamente regioni) hanno le loro feste nazionali. Se sono regioni, spesso hanno uno status autonomo e si trovano all'interno di uno stato più ampio. Nel caso dell'Irlanda ad esempio, la festa nazionale è celebrata sia nello stato indipendente della Repubblica d'Irlanda, sia nella provincia semiautonoma dell'Irlanda del Nord, parte del Regno Unito; ma l'Irlanda del Nord ha la propria festa nazionale, il 12 luglio. Nei casi in cui la nazione culturale è una entità subnazionale in uno stato più grande, il governo può riconoscere anche la festa a livello nazionale.
- terzo lunedì di gennaio: Stati Uniti (Martin Luther King Day: si celebra la nascita dell'attivista statunitense Martin Luther King, 1929
- 2 febbraio: vari Stati: (celebrazione della festa della Candelora: ricorda la presentazione al tempio di Gesù)
- 5 febbraio: Sicilia orientale: (celebrazioni per la festa di sant'Agata, patrona di Catania, in commemorazione della sua morte, 251 d.C.)
- 6 febbraio: Fennoscandia: [giorno nazionale dei Sami (popolazione indigena): data del primo congresso nazionale dei Sami, 1917]
- 17 febbraio: Valdesi: (festa della libertà, festa dei valdesi, in ricordo della concessione dei diritti civili concessi da re Carlo Alberto con le Lettere patenti, 1848)
- lunedì precedente al mercoledì delle ceneri: Paesi europei di lingua tedesca: (si festeggia il Rosenmontag, principale festa di carnevale in questi Stati)
- quaranta giorni prima di Pasqua: Brasile: (si festeggia il Carnevale di Rio de Janeiro per l'inizio della Quaresima)
- 22 febbraio: molti Stati (si celebra, nell'ambito dello scautismo, la nascita del fondatore Robert Baden-Powell, 1857; anche il guidismo, movimento femminile parallelo allo scautismo, celebra nella stessa data il World Thinking Day)
- 23 febbraio: Giappone: (Tennō tanjōbi: 天皇誕生日: giorno del compleanno dell'imperatore del Giappone Naruhito)
- 26 febbraio: Kuwait (Liberation day: giorno della liberazione dall'invasione dell'Iraq, 1991)
- 28 febbraio: Andalusia: (Día de Andalucía: celebra la Costituzione della Comunità autonoma dell'Andalucía, in seguito al referendum, 1980)
- 1º marzo: Galles (Dydd Gŵyl Dewi: St David's Day: giorno di San Davide di Menevia[3] giorno della morte, c. 589 d.C.)
- 1º marzo: Romania e altri Stati Europa orientale: (si celebra Mărțișor, l'inizio della primavera)
- 1º marzo: Bulgaria (si festeggia la Marteniza, o l'inizio della primavera)
- prima domenica di marzo: Svezia: (si disputa la Vasaloppet, tradizionale gara di sci di fondo, ispirata al percorso con gli sci verso la Norvegia compiuto da Gustavo Vasa, 1520)
- 5 marzo: Cornovaglia (Gool Peran: St Piran's Day: giorno di san Piran[4] celebra ricorrenze diverse)
- 6 marzo: Isola Norfolk: (foundation day: giorno della fondazione dell'Isola Norfolk, sotto Philip Gidley King, 1788)
- 9 marzo: Stati Uniti e altri Stati: (si celebra il Barbie Birthday, in onore alla data della nascita di Barbie, la bambola creata dall'inventrice statunitense Ruth Handler, 1959)
- 10 marzo: Tibet: (Tibetan Uprising Day: si commemora il giorno della rivolta contro la presenza della Repubblica Popolare Cinese in Tibet: la rivolta fu duramente repressa, fuga del Dalai Lama, 1959)
- 10 marzo: isole Galapagos: (giorno della fondazione delle isole Galapagos, a opera del vescovo spagnolo Tomás de Berlanga, 1535)
- 11 marzo: Spagna: (giorno del Ricordo: commemorazione delle vittime degli attentati dell'11 marzo 2004 a Madrid)
- secondo lunedì di marzo: Regno Unito e altri Stati: (si celebra la Giornata del Commonwealth, celebrazioni in onore del Commonwealth)
- 14 del mese ebraico di Nisan: testimoni di Geova: (Commemorazione: pasto commemorativo della morte di Gesù Cristo o l'Ultima cena)
- 14 marzo: molti Stati (Giorno del pi greco (o pi Day), ispirato dalla grafia anglosassone del numero 3.14, che si ricollegano all'approssimazione dei centesimi di pi greco; dal 1988)
- 16 marzo: antica Roma: (primo giorno della festività del Baccanale, in onore del dio Bacco)
- 24 marzo (ma data variabile): si celebra nei paesi di area indiana e in Nepal, l'Holi festival: festival primaverile dedicato ai temi dei colori e dell'amore
- 25 marzo: Italia e vari stati d'Europa: celebrazioni per il giorno della firma dei trattati di Roma (1957)
- 31 marzo: Malta (Giorno della Libertà: commemora il ritiro delle truppe britanniche da Malta, 1979)
- 1º aprile: San Marino (Cerimonia di insediamento dei capitani reggenti, dal 1243)
- 3 aprile: Friuli-Venezia Giulia (fieste de Patrie dal Friûl: festa del popolo friulano: anniversario della nascita della patria del Friuli, 1077)
- 8 aprile: vari Stati: (si celebra la giornata internazionale del popolo Rom e sinti, in ricordo del primo congresso dei rom, 1971)
- 19 aprile: eSwatini: (genetliaco del re Mswati III di eSwatini, 1968)
- 23 aprile: Inghilterra (St George's Day: giorno di san Giorgio[5] commemora il giorno della morte, 303 d.C.)
- 25 aprile: Veneto (si celebra San Marco patrono di Venezia e simbolo della Serenissima Repubblica)
- 28 aprile: Sardegna (Sa die de sa Sardigna: giornata del popolo sardo: in ricordo dei moti rivoluzionari sardi contro il viceré e i funzionari sabaudi, 1794)
- 30 aprile: Germania e Scandinavia: (si celebra la Notte di Valpurga, celebrazione della primavera: celebrazioni delle streghe)
- 15 maggio: Sicilia (festa dell'autonomia siciliana: anniversario dell'approvazione dello statuto autonomo concesso da re Umberto II, 1946)
- 22 maggio: Piemonte (festa del Piemonte, nel giorno della promulgazione dello statuto regionale, 1971)
- 24 maggio: Bermuda (Bermuda Day: giorno della Bermuda[6] primo giorno dell'anno celebranti varie usanze di Bermuda)
- 7 giugno: Malta (Sette giugno: celebra la rivolta dei maltesi contro le truppe britanniche, 1919)
- 12 giugno: Brasile (Dia dos Namorados: simile alla festa di San Valentino)
- 21 giugno: Groenlandia (Ullortuneq: celebrazioni per il solstizio d'estate)[7]
- 22 giugno: Croazia (giorno della lotta antifascista: celebra la formazione del primo distaccamento partigiano a Sisak contro l'occupazione nazifascista, 1941)
- 24 giugno: Québec (festa del Québec, per la ricorrenza di san Giovanni Battista);[8] Terranova (giorno della scoperta[9] a opera degli esploratori italiani Giovanni Caboto e Sebastiano Caboto, 1497)
- 28 giugno: Ucraina (anniversario della Costituzione dell'Ucraina, 1996)
- 1º luglio: Hong Kong, Cina: (giorno del trasferimento della sovranità di Hong Kong dal Regno Unito alla Repubblica Popolare Cinese, 1997)
- 5 luglio: Isola di Man (Ard-whaiyl Tinvaal: Tynwald Day: per il Parlamento bicamerale mannese, 979 d.C.)
- 6 luglio: Lituania (Valstybės (Lietuvos karaliaus Mindaugo karūnavimo) diena: giorno dello Stato: incoronazione del primo sovrano di Lituania: Mindaugas, 1253
- 6 luglio: Repubblica Ceca (Jan Hus Day: commemora il giorno della sua morte, 1415)
- 11 luglio: Fiandre (Feestdag van de Vlaamse Gemeenschap: giorno della battaglia degli speroni d'oro[10] vittoria dei comuni fiamminghi sul re di Francia, 1302)
- 12 luglio: Irlanda del Nord (Battle of the Boyne Day: giorno della battaglia del Boyne[11] vittoria di Guglielmo d'Orange e dominio sull'Irlanda, 1690)
- 23 luglio: Oman (giorno di Rinascita: si celebra il primo giorno di regno di Qabus dell'Oman, 1970)
- 24 luglio: vari stati del Sud America: (anniversario della nascita del Libertador Simón Bolívar, 1783)
- 25 luglio: Tunisia (giorno della proclamazione della Repubblica Tunisina, 1957)
- 28 luglio: Thailandia: (giorno del compleanno dell'attuale re di Thailandia: Vajiralongkorn (Rama X), 1952)
- 29 luglio: Isole Fær Øer (festa nazionale: Ólavsøka: commemora la morte di sant'Olav, re di Norvegia, 1030)[12]
- 30 luglio: Marocco (festa del trono: ascesa al trono del re Muhammad VI, 1999)
- 5 agosto: Burkina Faso (giorno dell'indipendenza dalla Francia, 1960)
- 6 agosto e 9 agosto: Giappone (giorno della Memoria per l'anniversario dei bombardamenti atomici di Hiroshima e Nagasaki, 1945)
- 15 agosto: Giappone: (Shuusen-kinenbi: giorno della Memoria per la fine della guerra: commemorazione della resa del Giappone: termina così la seconda guerra mondiale, 1945)
- 17 agosto: Argentina: (anniversario della morte dell'eroe nazionale argentino José de San Martín, 1850)
- 19 agosto: vari Stati: (si celebra la Giornata Mondiale della Fotografia[13], in onore al giorno della nascita della dagherrotipia, il primo processo di sviluppo fotografico, scoperto dai francesi Joseph Nicéphore Niépce e Louis Daguerre, 1837)
- 23 agosto: vari Stati: (si celebra la giornata internazionale per la commemorazione della tratta degli schiavi e della sua abolizione, in commemorazione delle rivolte iniziate a Santo Domingo, al comando di Toussaint Louverture, il primo generale nero della storia: le rivolte aprirono la strada verso l'abolizione della tratta atlantica degli schiavi: prima vittoria degli schiavi contro i propri oppressori, 1791)
- 29 agosto: Slovacchia (giorno dell'insurrezione nazionale slovacca, durante la seconda guerra mondiale, 1944)
- ultimo mercoledì di agosto: Comunità Valenzana (Spagna): (si tiene il festival della Tomatina, con il lancio spontaneo di pomodori, 1945)
- 2 settembre: vari Stati: (Giornata della vittoria sul Giappone: in questo giorno termina ufficialmente la Seconda guerra mondiale, 1945)
- 10 settembre: Gibilterra (Gibraltar National Day: anniversario del referendum in favore della permanenza quale territorio britannico, 1967)[14]
- 11 settembre: Catalogna (festa nazionale: Diada Nacional de Catalunya[15] commemora la caduta di Barcellona nelle mani delle truppe borboniche di Filippo V di Spagna durante la Guerra di successione spagnola, 1714)
- 23 settembre: Porto Rico (giorno del Grito de Lares: celebra la prima sommossa contro il dominio spagnolo per l'indipendenza di Porto Rico, 1868)
- terza domenica di settembre: Vallonia (Fête de la Région wallonne[16] celebra la partecipazione dei Valloni alla Rivoluzione belga del 1830)
- dal 4 ottobre al 10 ottobre: molti Stati: si celebra la Settimana mondiale dello Spazio
- Secondo lunedì di ottobre: Canada: (Giorno del ringraziamento (o Thanksgiving o Action de grâce), per ringraziare Dio del raccolto e per l'anno trascorso)
- 9 ottobre: molti Stati: (Giornata mondiale della posta, in onore all'istituzione dell'Unione postale universale, 1874)
- 25 ottobre: Paesi Baschi (Euskadiren Eguna: giorno dei Paesi Baschi[17] celebra l'approvazione del referendum sull'"Estatuto de Autonomía del País Vasco de 1979" o Estatuto de Gernika)
- 28 ottobre: moti Stati: (Giornata mondiale del judo[18], in ricordo del compleanno del fondatore del judo e educatore giapponese Kanō Jigorō, 1860)
- 15 novembre: Palestina: (festa nazionale: Independence day: dichiarazione di uno Stato di Palestina da parte del Consiglio nazionale palestinese, l'organo legislativo dell'OLP, il cui leader era Yasser Arafat, 1988)
- 19 novembre: Porto Rico: (Día del Descubrimiento de Puerto Rico: giorno della scoperta di Porto Rico, da parte del navigatore genovese Cristoforo Colombo, durante il secondo viaggio nel 1493)
- 20 novembre: molti Stati: (Giornata internazionale per i diritti dell'infanzia e dell'adolescenza: celebra il giorno dell'approvazione della Convenzione internazionale sui diritti dell'infanzia, 1989)
- 25 novembre: molti Stati: (Giornata internazionale per l'eliminazione della violenza contro le donne, in ricordo al giorno dell'assassinio delle tre dominicane Sorelle Mirabal, 1960)
- 30 novembre: Scozia (Là Naomh Anndrais: Saunt Andra's Day: St Andrew's Day: giorno di sant'Andrea[19] commemora il giorno della morte, 60 d.C.)
- 30 novembre: Toscana (festa della Toscana: anniversario dell'abolizione da parte del Granduca Pietro Leopoldo Asburgo-Lorena della pena di morte, 1786)
- 30 novembre: vari Stati: (Cities for Life, in ricordo alla data in cui uno Stato, primo in Europa, abolì la pena di morte: il Granducato di Toscana, 1786)
- 3 dicembre: Día Panamericano del Médico, in onore alla data di nascita del medico cubano Carlos Finlay
- 8 dicembre: Corsica (festa di a Nazione per celebrare l'Immacolata Concezione, proclamata allora patrona dell'Isola, 1735)
- 10 dicembre: giornata della regione Marche (celebra varie ricorrenze di questa data tra cui le celebrazioni per la Madonna di Loreto)
- 15 dicembre: Comunità esperantista internazionale: (si celebra il giorno di Zamenhof, in onore alla data di nascita del fondatore della lingua esperanto, il linguista polacco Ludwik Lejzer Zamenhof, 1859)

## Celebrazioni e commemorazioni varie
- 1º gennaio: Giornata mondiale della pace [20]
- 4 gennaio: Giornata mondiale del Braille [21], in onore alla data di nascita di Louis Braille
- 14 gennaio: Giornata mondiale della logica[22]: la data ricorda l'anniversario della scomparsa di Kurt Gödel e della nascita di Alfred Tarski
- 11 febbraio: Giornata mondiale del malato, nel giorno della festa della Madonna di Lourdes
- 12 febbraio: Darwin Day, in occasione della data di nascita del naturalista britannico Charles Darwin
- 28 febbraio o 29 febbraio: Giornata della malattie rare [23]
- 14 marzo: Giornata internazionale della matematica (o Pi Day), in omaggio al numero irrazionale π (pi greco) [24]
- 21 marzo: Giornata internazionale per l'eliminazione della discriminazione razziale, in ricordo al Massacro di Sharpeville del 1960
- 24 marzo: Giornata mondiale della tubercolosi, in onore alla data della scoperta, nel 1882, da parte di Robert Koch del batterio responsabile della tubercolosi, il Mycobacterium tuberculosis
- 2 aprile: Giornata internazionale del libro per bambini, in ricordo alla data di nascita dello scrittore danese Hans Christian Andersen
- 6 aprile: Giornata internazionale dello sport per lo sviluppo e la pace, in onore al giorno dell'inaugurazione dei primi Giochi olimpici dell'era moderna disputatesi ad Atene, 1896
- 7 aprile: Giornata mondiale della salute [25], in ricordo alla data dell'istituzione dell'Organizzazione mondiale della sanità (OMS) (7 aprile 1948)
- 12 aprile: Giornata internazionale dei viaggi dell'uomo nello spazio [26], in onore alla data del primo uomo nello spazio, Jurij Gagarin, nel 1961
- 15 aprile: Giornata mondiale dell'arte, nella ricorrenza della nascita di Leonardo da Vinci
- 29 aprile: Giornata internazionale della danza, in onore alla data di nascita del coreografo francese, fondatore del balletto moderno, Jean-Georges Noverre
- 2 maggio: Giornata internazionale di Harry Potter[27], la cui data ricorda la vittoria di Harry Potter e i suoi amici sul mago Voldemort nella battaglia di Hogwarts, avvenuta il 2 maggio 1998
- 8 maggio: Giornata mondiale della Croce Rossa e Mezzaluna Rossa, in onore alla data di nascita di Henry Dunant
- 12 maggio: Giornata internazionale dell'infermiere, in onore alla data di nascita della fondatrice dell'assistenza infermieristica moderna, la britannica Florence Nightingale
- 16 maggio: Giornata internazionale della luce, in onore alla data dell'invenzione del laser da parte del fisico statunitense Theodore Harold Maiman, nel 1960
- 17 maggio: Giornata internazionale contro l'omofobia, la bifobia e la transfobia, in ricordo alla data in cui venne deciso che l'omosessualità venisse rimossa dalla lista delle malattie mentali,  nella Classificazione ICD, nel 1990
- 20 maggio: Giornata mondiale delle api, in onore alla data di nascita di Anton Janša, pioniere dell'apicoltura moderna
- 24 maggio: Giornata mondiale della schizofrenia[28], nel giorno in cui lo psichiatra Philippe Pinel liberò dei pazienti psichiatrici incatenati da un ospedale francese, nel 1792
- 25 maggio: Giornata internazionale dei bambini scomparsi, nel giorno della scomparsa di Etan Patz, nel 1979
- 26 maggio: Giornata mondiale di Dracula[29]: in onore alla data di pubblicazione del romanzo Dracula (26 maggio 1897), di Bram Stoker
- 29 maggio: Giornata del monte Everest[30], in onore alla data della prima ascensione dell'Everest, nel 1953, da parte di Edmund Hillary  e dello sherpa Tenzing Norgay.
- 14 giugno: Giornata mondiale del donatore di sangue, in onore alla nascita del biologo austriaco Karl Landsteiner, scopritore dei gruppi sanguigni
- 16 giugno: Bloomsday: evento per celebrare lo scrittore James Joyce; l'evento ricorda la data in cui si svolge la vicenda del suo celebre romanzo Ulisse, il 16 giugno 1904
- 21 giugno: festa della musica, evento per celebrare il solstizio d'estate, (dal 1982)
- 24 giugno: Giornata mondiale degli UFO, in onore alla data del primo avvistamento di un UFO da parte di Kenneth Arnold, nel 1947 (alcuni celebrano la ricorrenza il 2 luglio, data del caso Roswell)
- 28 giugno: Giornata internazionale dell'orgoglio LGBT, in ricordo ai Moti di Stonewall del 1969
- 30 giugno: Giornata mondiale degli asteroidi, la cui data ricorda l'evento di Tunguska, avvenuto nel 1908
- 2 luglio: Giornata mondiale degli UFO, in onore alla data del caso Roswell, nel 1947 (alcuni celebrano la ricorrenza il 24 giugno, data del primo avvistamento di un UFO)
- 6 luglio: Giornata mondiale delle zoonosi[31], in onore alla data in cui venne somministrato il primo vaccino antirabbico (1885), da Louis Pasteur
- 7 luglio: Giornata mondiale del cioccolato[32], nella data in cui Joseph Fry creò la prima tavoletta di cioccolato (7 luglio 1847)
- 17 luglio: Giornata internazionale della giustizia, in onore alla data della firma dello Statuto di Roma (17 luglio 1998), istitutivo della Corte penale internazionale
- 18 luglio: Giornata internazionale di Nelson Mandela, in onore alla data di nascita di Nelson Mandela
- 20 luglio: Giornata internazionale della luna[33]: la data ricorda il primo allunaggio di un essere umano (20 luglio 1969)
- 28 luglio: Giornata mondiale contro l'epatite[34], in onore alla data di nascita di Baruch Blumberg, scopritore del virus dell'epatite B, nel 1965
- 2 agosto: Giornata del ricordo dell'olocausto di Rom e Sinti, nel 1944
- 5 settembre: Giornata internazionale della carità [35], in ricordo al giorno della scomparsa di Madre Teresa di Calcutta
- 4 ottobre: Giornata mondiale degli animali, nella giornata della festa di San Francesco d'Assisi, santo patrono degli animali

## Italia
Come in molti Paesi, anche in Italia i giorni di festa nazionale sono cambiati con le epoche e le differenti situazioni storiche, politiche e culturali. Al momento dell'Unità l'unica festa civile, per consuetudine, era il genetliaco (giorno di nascita) del sovrano, che si celebrava il 14 marzo durante i regni di Vittorio Emanuele II e di Umberto I e l'11 novembre durante il regno di Vittorio Emanuele III.
Nel 1861, pochi mesi dopo l'Unità d'Italia, fu istituita la festa dell'Unità d'Italia e dello Statuto, che venne fissata alla prima domenica di giugno di ogni anno, tutt'oggi esistente, ma celebrata il 17 marzo, ricorrenza della proclamazione del Regno d'Italia.
Nel 1874 fu stabilita la festa della commemorazione della presa di Porta Pia il 20 settembre e a partire dal 1891 i sindacati festeggiarono il 1º maggio, la festa del lavoro, cui furono riconosciuti effetti civili.
Nel 1922 fu istituita la festa della vittoria nel conflitto della I guerra mondiale il 4 novembre. Il regime fascista nel 1923 proclamò festa nazionale il Natale di Roma, cadente il 21 aprile e che era in quel periodo anche la festa dei lavoratori italiani, in sostituzione del 1º maggio. Nello stesso anno fu istituita la celebrazione della marcia su Roma, commemorata il 28 ottobre. Nel 1930 il Regime abolì la ricorrenza del 20 settembre, relativa alla Presa di Porta Pia, e la sostituì con quella dell'11 febbraio, anniversario dei Patti Lateranensi.
Successivamente, con la caduta del fascismo vennero abrogate le feste del 21 aprile e del 28 ottobre, mentre nel 1946 furono istituite due nuove feste nazionali: la festa della Liberazione, celebrata il 25 aprile, e ripristinata la festa del lavoro, festeggiata il 1º maggio.
Con la caduta della monarchia e la promulgazione della Costituzione non si celebrarono più il genetliaco del sovrano e la festa dello Statuto. Al 25 aprile e al 1º maggio si aggiunse nel 1947 e poi definitivamente sancita nel 1949 la festa della Repubblica cadente il 2 giugno. Infatti il 16 marzo 1946 venne decretato dal principe Umberto II di Savoia che la forma istituzionale dello Stato fosse decisa mediante referendum, contemporaneo alle elezioni per l'Assemblea costituente, la cui data fu fissata il 2 giugno 1946, poi diventata la festa della Repubblica.
Nel 1977 furono soppresse molte festività al fine di aumentare il numero di giornate lavorative. Fra le feste civili furono abolite alcune feste religiose previste dai Patti Lateranensi, quella della Vittoria e quella della Repubblica. Quest'ultima fu, peraltro, ristabilita nel 2000. 
Inoltre la festa della mamma celebrata in Italia in un primo momento l'8 maggio, si festeggia senza effetti civili la seconda domenica di maggio. 
Questa festa, come molte delle altre elencate di seguito, si festeggia nelle date indicate senza però particolari effetti civili.
Il 9 febbraio si celebra la Giornata nazionale degli stati vegetativi , in ricordo alla data della scomparsa di Eluana Englaro, nel 2009
Il 10 febbraio di ogni anno si commemora il giorno del ricordo, in memoria alle vittime dei massacri delle foibe, e all'esodo di istriani, fiumani e dalmati dalle loro terre nel secondo dopoguerra: la data prescelta ricorda il trattato di pace, o trattati di Parigi, del 10 febbraio 1947.
Il 18 marzo si ricorda la Giornata nazionale in memoria delle vittime dell'epidemia di coronavirus
Il 15 aprile si celebra la Giornata nazionale del made in Italy, nel giorno della nascita di Leonardo da Vinci.
Il 9 maggio si commemora il Giorno della memoria dedicato alle vittime del terrorismo, in ricordo alla data dell'omicidio di Aldo Moro (9 maggio 1978)
Il 23 maggio di ogni anno si celebra la Giornata della legalità, giorno della Strage di Capaci e in ricordo alle vittime di tutte le mafie.
Ricordiamo poi il Giorno di Santo Stefano, il 26 dicembre, che è anche giorno festivo in Italia: il motivo è da ricercarsi nell'intento di prolungare la vacanza del Natale. Stessa cosa per il Lunedì dell'Angelo, (o Pasquetta), festivo che ricorre il giorno dopo la Pasqua: festa non religiosa, ma che ha lo scopo di allungare la Pasqua stessa, creando due giorni di festa consecutivi.
Con la legge 159 del 31 luglio 2005, il 2 ottobre, in Italia, si celebra la festa dei nonni.
Nel 2020 è stato istituito il Dantedì, in onore al poeta Dante Alighieri: la data ricorre il 25 marzo.
Dal 2020 ogni 20 gennaio si celebra la Giornata mondiale del cinema italiano, in onore alla data di nascita del regista Federico Fellini.
Il 26 gennaio si commemora la Giornata nazionale della memoria e del sacrificio degli Alpini , in ricordo alla battaglia di Nikolaevka (26 gennaio 1943)
L' 8 agosto si commemora la Giornata nazionale del sacrificio del lavoro italiano nel mondo , in ricordo alle vittime italiane del disastro di Marcinelle, nel 1956
Dal 2021 ogni 16 dicembre si celebra la Giornata nazionale dello spazio, in onore al lancio del primo satellite artificiale italiano, il San Marco 1, avvenuto il 15 dicembre 1964.
Varie proposte di nuove feste nazionali italiane sono state avanzate da molte associazioni e gruppi privati.
Ecco, infine, un elenco di altre ricorrenze italiane legate a corpi dello stato:
| Data       | Nome                                                                 | Significato |
| ---------- | -------------------------------------------------------------------- | --- |
| 28 marzo   | Festa dell'Aeronautica Militare                                      | celebrazione del Giorno dell'istituzione della Regia Aeronautica, nel 1923 |
| 10 aprile  | Festa della Polizia di Stato                                         | celebra il Giorno della pubblicazione in G.U. della Legge di riforma, la L. 121/81, che trasforma il militare Corpo delle Guardie di pubblica sicurezza nella Polizia di Stato    |
| 4 maggio   | Festa dell'Esercito Italiano                                         | celebra il Giorno della istituzione del Regio Esercito, nel 1861 |
| 5 giugno   | Giornata nazionale dell'Arma dei Carabinieri                         | celebra la data in cui la bandiera dell'Arma fu insignita della prima Medaglia d'oro al valor militare per la partecipazione dei Carabinieri alla prima guerra mondiale, nel 1920 |
| 10 giugno  | Festa della Marina Militare                                          | celebra l'Impresa di Premuda, durante la prima guerra mondiale, nel 1918 |
| 21 giugno  | Festa della Guardia di Finanza                                       | celebrazione del Corpo della Guardia di Finanza; sacrificio dei finanzieri, il 21 giugno 1918, durante la battaglia del solstizio, per la difesa della patria                     |
| 20 luglio  | Anniversario del Corpo delle capitanerie di porto - Guardia costiera | celebrazione della data di istituzione, nel 1865 |
| 4 dicembre | Festa dei Corpo nazionale dei vigili del fuoco                       | celebrazioni in onore di Santa Barbara, patrona dei Vigili del Fuoco |